# مسجد دهنو
مسجد دهنو مربوط به دوره آل مظفر است و در میبد، محله ده آباد واقع شده و این اثر در تاریخ ۲ بهمن ۱۳۸۲ با شمارهٔ ثبت ۱۰۸۷۸ به‌عنوان یکی از آثار ملی ایران به ثبت رسیده است.